# Société d'aviron San Pedro
Maillots
Sanpedrotarra Arraun Elkartea (Société d'Aviron de San Pedro en 'euskara') est un club d'aviron du quartier San Pedro de la localité guipuscoanne de Pasaia.
Il s'agit de l'un des clubs les plus titrés de la cote nord-ouest de l'Espagne et du deuxième en nombre de Drapeaux de La Concha derrière Orio (15). Il a été fondé comme tel en 1958 bien que des traînières de la localité aient représenté San Pedro avec succès depuis la fin du XIXe siècle. Sa couleur est le mauve et sa trainière est la Libia.
Après des années de crise il a obtenu la promotion vers la Ligue San Miguel en 2006 où il est maintenu depuis lors, contribuant avec Koxtape et Trintxerpe à ce que Pasaia soit la seule localité de la région cantabrique à avoir trois représentants dans la catégorie maximale de l'aviron.

## Histoire
Pasai San Pedro (Pasaia quartier de San Pedro) est, de toujours, l'une des grandes puissances de l'aviron en banc fixe. Ses deux période de plus grande splendeur se sont déroulées, la première, depuis le milieu des années 1920 jusqu'à la Guerre Civile ; et la seconde, depuis la seconde moitié des années 1980 jusqu'à presque à la fin des années 1990. Seul Orio le dépasse dans le palmarès général du drapeau de La Concha, où il a obtenu 15 victoires, le premier en 1880 et le dernier en 1994. Six d'entre eux ont été consécutifs (1927-1932) ce qui suppose un record que personne n'est parvenu à battre durant les 77 dernières années, un record qui a porté la signature du grand patriarche Manuel Arrillaga Arzak, Aita Manuel. Monté pour la première fois à la Ligue San Miguel en 2006, San Pedro a allé en s'améliorant rapidement d'année en année, jusqu'à finir en 2009 une grande saison, dans celle il a été proclamé vice-champion de la ligue, après avoir obtenu deux drapeaux, Le Naval et Fandicosta-Moaña. En outre, il a été troisième dans la Concha.

## Palmarès

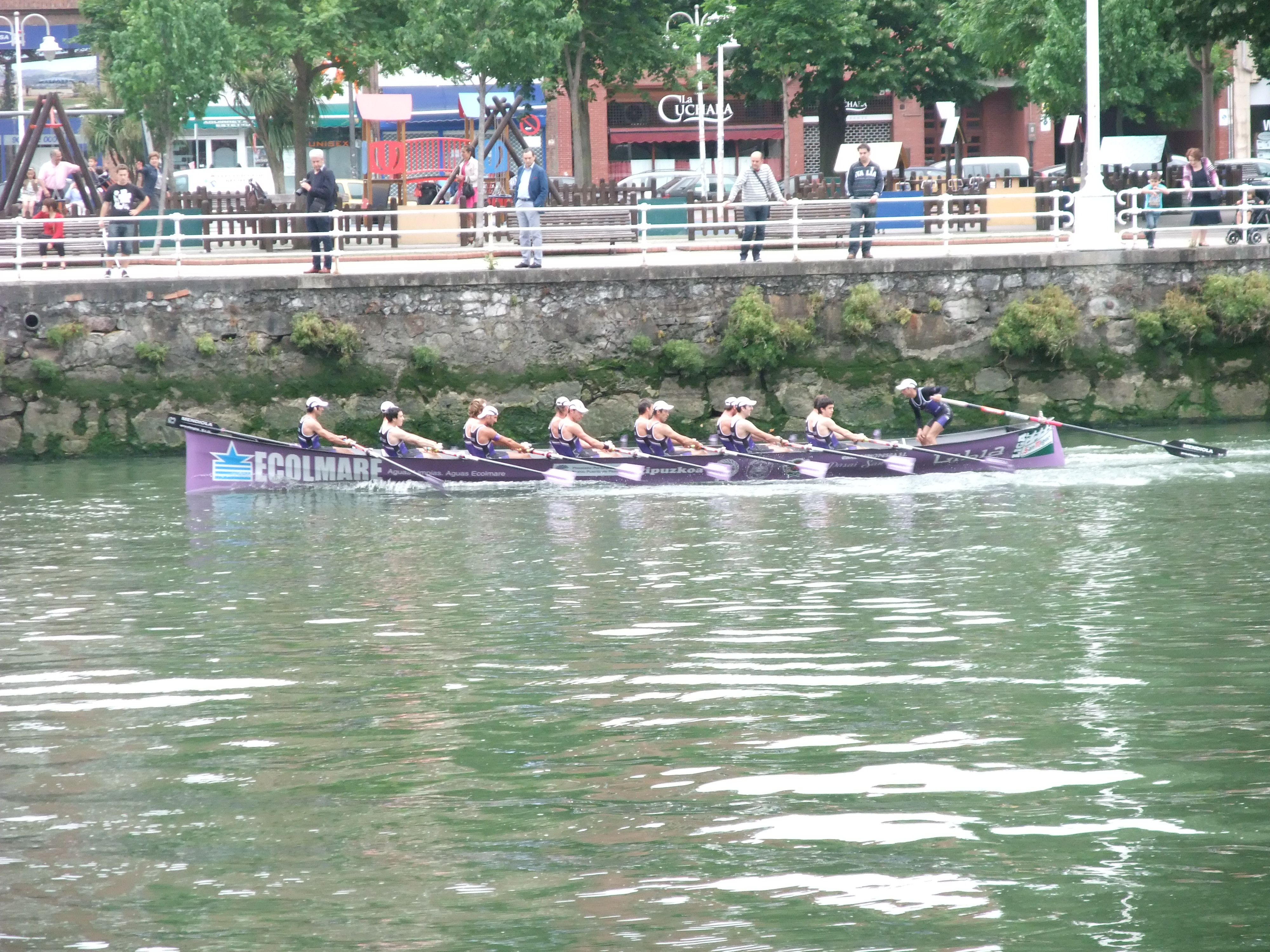
Drapeau de Bilbao 2012.

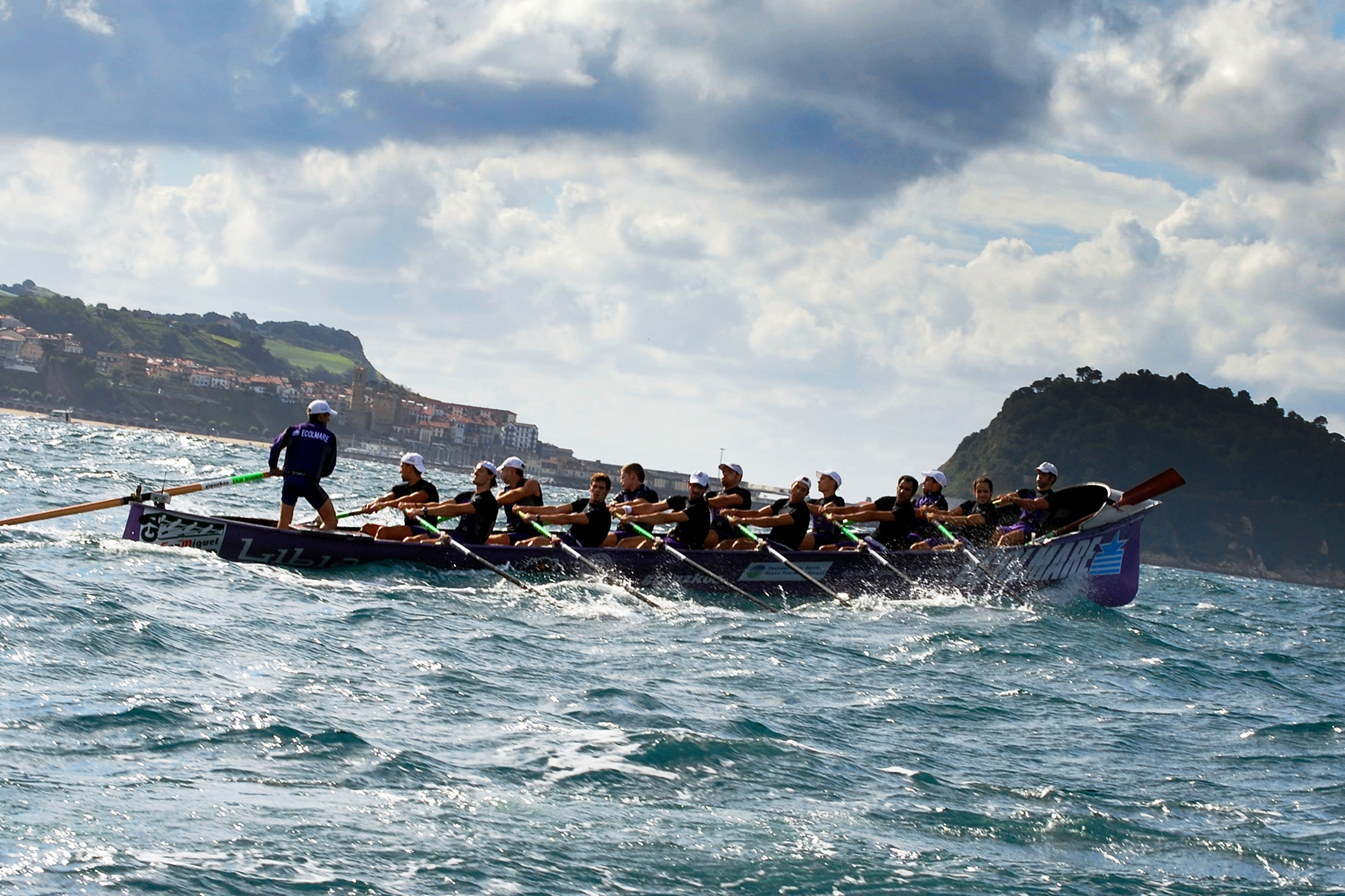
Trainiere Libia.

- 4 Drapeau de La Concha: 1989, 1991, 1993 et 1994 (plus 11 autres avant qui seront officialisés le club).
- 4 Championnat d'Espagne de trainières: 1988, 1989, 1990 et 1994.
- 7 Championnat de trainières d'Euskadi: 1987, 1988, 1989, 1991, 1993, 1994 et 1996.
- 9 Championnat du Guipuscoa de trainières: 1988, 1989, 1990, 1993, 1994, 1995, 1996, 1997 et 2009.
- 9 Drapeau Petronor: 1987-1993, 1998 et 2006.
- 4 Drapeau de Zumaia: 1987, 1988, 1989, 1990 et 1999.
- 4 Drapeau de Bermeo: 1987, 1992, 1993 et 1994.
- 1 Drapeau de Sestao: 1988.
- 5 Drapeau de Zarautz: 1988, 1991, 1992, 1994 et 1996.
- 1 Grand prix Députation de Cantabrie: 1988.
- 4 Drapeau de Santurtzi: 1991, 1992, 1993 et 1995.
- 2 Drapeau de Saint-Jean-de-Luz: 1991 et 1992.
- 1 Drapeau de Ondarroa: 1992.
- 1 Drapeau de Portugalete: 1993.
- 2 Drapeau de Hondarribia: 1993, 1994 et 1998.
- 1 Drapeau de Biarriz: 1994.
- 1 Drapeau Ria del Asón: 1995.
- 2 Drapeau de Getxo: 1995 et 1998.
- 1 Drapeau de Elantxobe: 1996.
- 7 Drapeau de Pasaia San Pedro: 1994, 1995, 1996, 1998, 1999, 2001 et 2002.
- 6 Grand Prix du Nervion: 1987, 1989, 1990, 1991, 1993 et 1994.
- 4 Grand prix Députation de Biscaye: 1990, 1991, 1993 et 1994.
- 4 Grand prix El Corte Inglés: 1987, 1990, 1993 et 1994.
- 5 Drapeau de Lekeitio: 1992, 1993, 1994, 1996 et 2009.
- 3 Drapeau de Urki: 1989, 1992 et 1994.
- 2 Drapeau de Orio: 1996 et 1998.
- 2 Drapeau Villa de Bilbao 1997 et 1998.
- 1 Ligue de Trainières: 1994.
- 1 Ligue Guipuscoanne de Trainières: 1993.
- 1 Drapeau de Pasaia: 1987.
- 1 Drapeau de Koxtape: 1993.
- 1 Drapeau de Bayona (Galice): 1991.
- 1 Drapeau Euskal Etxea (Bcna): 1994.
- 1 Drapeau de Hendaye: 1995.
- 1 Drapeau de Renteria: 1995.
- 1 Drapeau de Llanes: 1995.
- 1 Drapeau de Carasa: 1995.
- 1 Drapeau de Hernani: 1996.
- 1 Drapeau de Donibaneko: 1996.
- 1 Drapeau de El Diario Vasco: 1997.
- 1 Descente de l'Oria: 2009.
- 1 Drapeau de Moaña: 2009.

### Sources
- (es) Cet article est partiellement ou en totalité issu de l’article de Wikipédia en espagnol intitulé « Sociedad de Remo de San Pedro » (voir la liste des auteurs).